# Game & Watch
La serie Game & Watch (en japonés: ゲーム&ウオッチ Gēmu & Uotchi; conocidas en Alemania como tricOtronic y popularmente en España como «maquinitas») es una línea de 59 consolas portátiles de videojuegos fabricadas por Nintendo y creadas por Gunpei Yokoi de 1980 a 1991. Cada una de ellas poseían un único juego de pantalla LCD y tenían además reloj y alarma. Algunos de los títulos del formato Game & Watch fueron Pinball, Donkey Kong, The Legend of Zelda, Mario Bros. y Balloon Fight. La serie vendió un total combinado de 43,4 millones de unidades en todo el mundo, y fue el primer producto de Nintendo sobre videojuegos en obtener un gran éxito. Estas consolas portátiles actualmente son difíciles de conseguir, y se consideran piezas históricas y artículos de coleccionista.
El formato Game & Watch de Nintendo hizo historia y pronto, muchas marcas mayores lo intentaron recrear. La compañía Tiger Electronics produjo una línea de videojuegos con temas propios o de diversas licencias como películas, series y videojuegos. En la posterior plataforma Game Boy, han aparecido una serie de recopilaciones de estos juegos Game & Watch, con versiones modernizadas aparte de la versión original.

## Historia y diseño

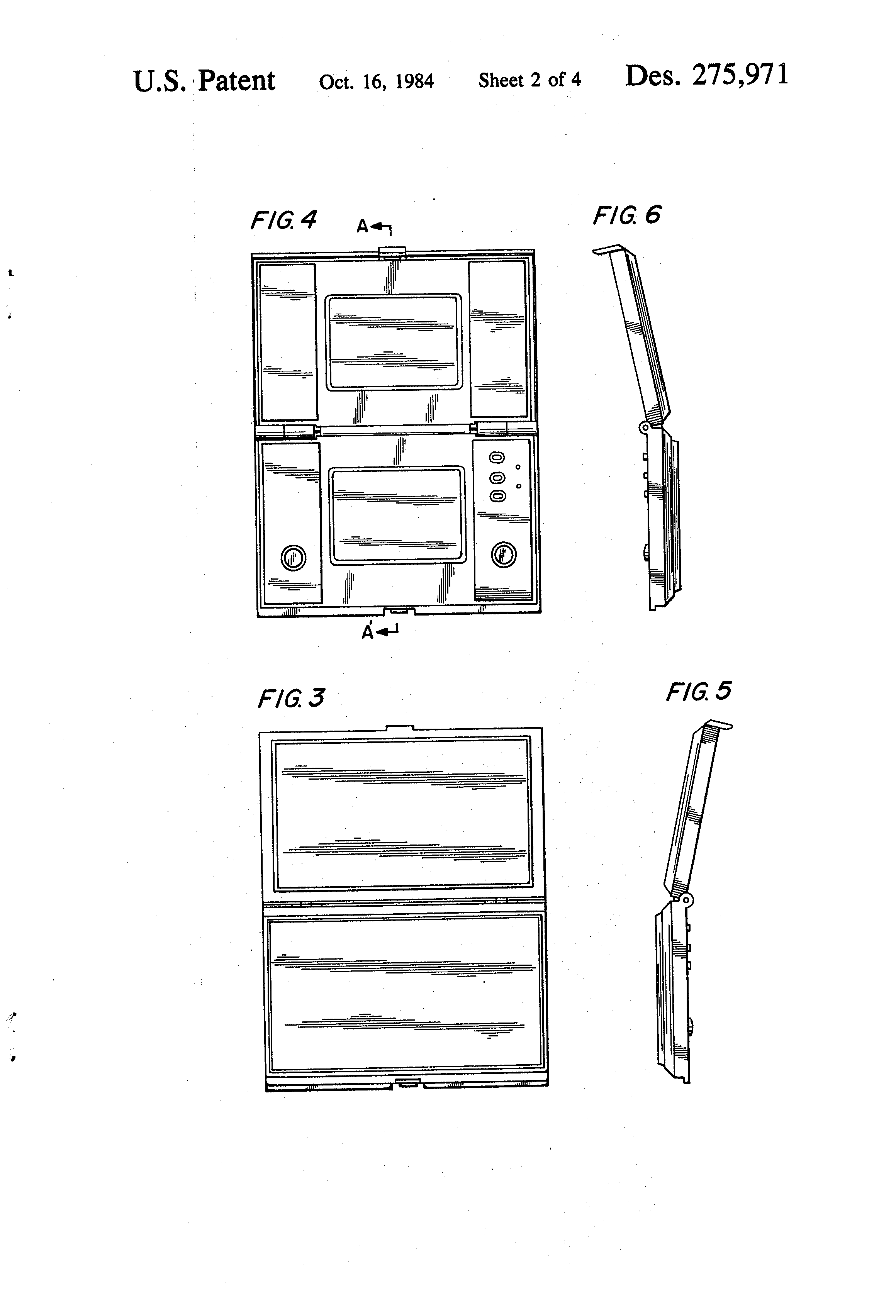
Patente creada por Gunpei Yokoi para Nintendo, presentada en 1982.

El diseñador de juegos Gunpei Yokoi había sido jefe de la división de Investigación y Desarrollo de Nintendo en la década de 1970, diseñando juguetes físicos hasta la crisis del petróleo de 1973, después de la cual el mercado decayó para estos productos. Al mismo tiempo, las primeras consolas de videojuegos para el hogar y las salas de juegos se habían desarrollado en los Estados Unidos, y Nintendo rápidamente se había adherido a esta ola en Japón.

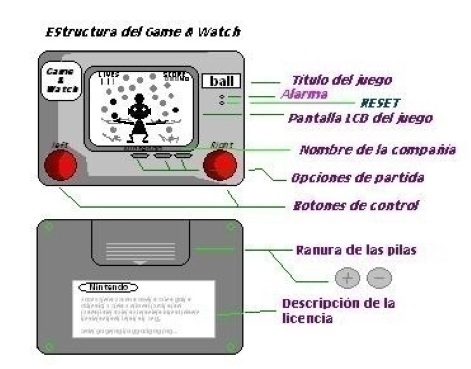
Diseño y estructura básica de un Game & Watch.

En 1979, mientras viajaba en un Shinkansen (tren bala), Yokoi vio a un hombre de negocios aburrido jugando con una calculadora LCD presionando los botones. Tras esto, Yokoi pensó en una idea para un reloj digital que funcionaba como una máquina de juegos en miniatura para matar el tiempo. Más tarde, pudo presentarle la idea al presidente de Nintendo, Hiroshi Yamauchi, cuando Yamauchi le pidió que lo llevara a una reunión de negocios. Aunque Yamauchi no había dicho nada durante el viaje, la reunión en la que estaba incluía al director ejecutivo de Sharp Corporation, y los dos discutieron la idea de Yokoi. En una semana, Yokoi fue invitado a una reunión entre Nintendo y Sharp, dándole el visto bueno para desarrollar su concepto.
El Game & Watch utiliza la tecnología de una calculadora portátil que, en lugar de mostrar números, ejecuta acciones sobre imágenes ya dibujadas en su pantalla. Las unidades se basan en una CPU de 4 bits, de la familia Sharp SM5xx, que incluye una pequeña área de ROM y RAM y un circuito de controlador de pantalla LCD. Sus controles hacen que el personaje o la herramienta que se ve en la pantalla LCD, cambie y hagan la ilusión de que se mueva. La imagen es conectada junto a la otra, dando origen a un control, como si fuera un botón nuevo, que enumera la puntuación del número o de las vidas que se van perdiendo.
Se fabricaron diferentes modelos, algunos con dos pantallas (serie multi screen). En la Game Boy Advance SP, Nintendo DS y la Nintendo 3DS reutilizó este diseño.
El moderno diseño de la "cruceta" (D-pad) fue desarrollado en 1982 por Yokoi para el juego portátil Donkey Kong. El diseño demostró ser popular para los siguientes títulos de Game & Watch. Este diseño en particular fue patentado y luego obtuvo un Premio Emmy de Tecnología e Ingeniería. La serie se suspendió finalmente en 1991 con la consola Mario the Juggler. 

### Funcionamiento
Para que funcione, se requiere de unas baterías, generalmente pilas de botón (aunque de tipo C en la versión Table Top).

#### Hora y alarma
Nada más encenderse se tiene que ajustar la hora. Una vez instalada la hora y después de acabar una partida, presionando el botón Time, se muestra la hora. Para reconfigurarla, se tiene que pulsar el botón Reset (pulsándolo con la punta de un lápiz). La hora funciona junto a una alarma, la cual es configurable con el botón de alarma (pulsándola con la punta de un lápiz) y presionando los botones Left (izquierda) y Right (derecha) para cambiarlas. La alarma suena a la hora dada. El timbre de la alarma a veces es insuficiente para algunos oídos. Durante el juego, la alarma en vez de sonar, suele mostrar una pequeña animación (como una campana).

#### Juego
La mayoría de los títulos tienen un botón Game A (normalmente para la dificultad normal) y Game B (normalmente para la dificultad alta) aunque existen excepciones:
- En Squish, el Game B es radicalmente diferente del Game A: el jugador debe tocar alienígenas para eliminarlos en lugar de evitar las paredes móviles.
- En Flagman, el Game B es un modo donde el jugador tiene que presionar el botón derecho dentro de una cierta cantidad de tiempo, sin memorizar patrones.
- En Judge, Boxing, Donkey Kong 3 y Donkey Kong Hockey, el botón Game B es una versión para dos jugadores del Game A.
- En Climber, Balloon Fight, Super Mario Bros, Gold Cliff y Zelda no hay botón de Game B.

## Modelos de Game & Watch

### Silver

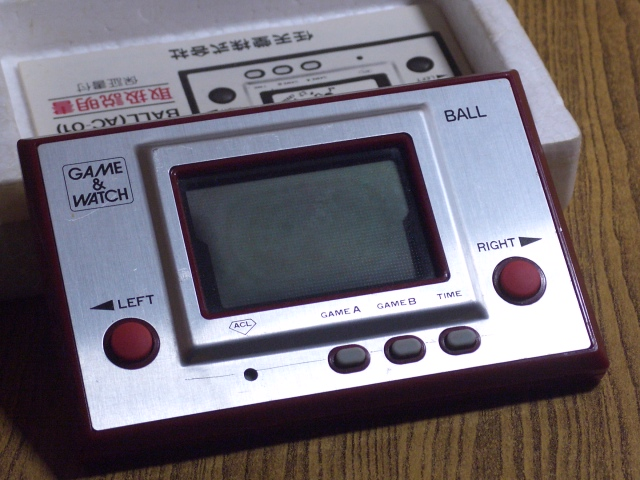
Primera Game & Watch, Ball, serie Silver (1980).

Los juegos recibieron el nombre de Silver debido a que su placa frontal es plateada. Estos son los primeros juegos de Game & Watch y son difíciles encontrar, especialmente en caja. Los precios de estos juegos son altos o muy altos.
- Ball (AC-01, 28 de abril de 1980)
- Flagman (FL-02, 5 de junio de 1980)
- Vermin (MT-03, 10 de julio de 1980)
- Fire (RC-04, 31 de julio de 1980)
- Judge (en versiones verde y púrpura) (IP-05, 4 de octubre de 1980)

### Gold

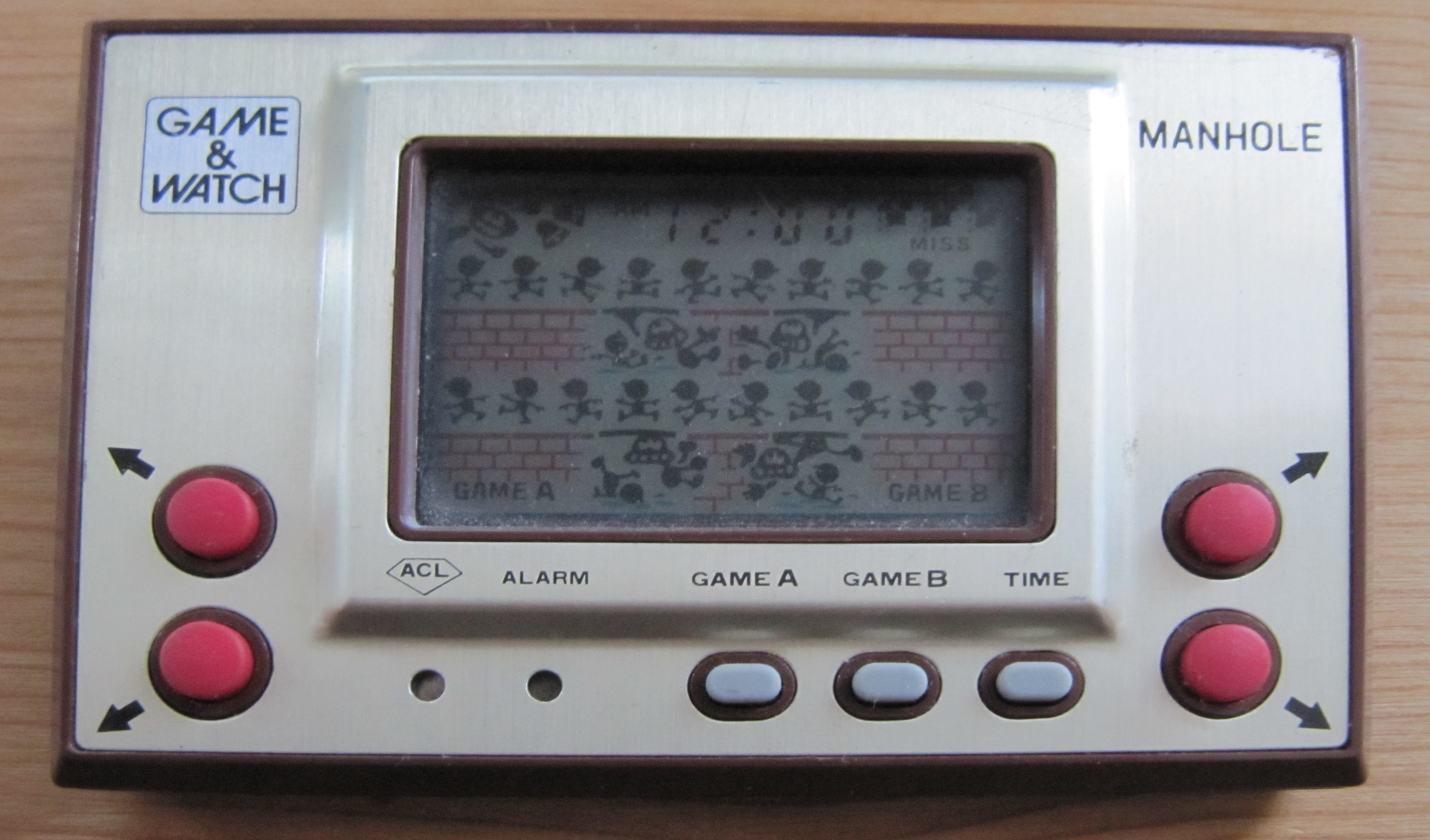
Primera de la serie Gold Screen, Game & Watch Manhole (1981).

Estos juegos tienen una placa frontal de color dorado, es por eso que esta serie recibió el nombre de Oro. Comenzando con esta serie, el nombre de la Serie fue impreso en el paquete. A diferencia de la serie anterior, la maquinita posee una alarma programable y un fondo coloreado. Estos juegos, como los de la serie Silver, son difíciles de encontrar.
- Manhole (MH-06, 29 de enero de 1981)
- Helmet (CN-07, 21 de febrero de 1981)
- Lion (LN-08, 29 de abril de 1981)

### Wide Screen

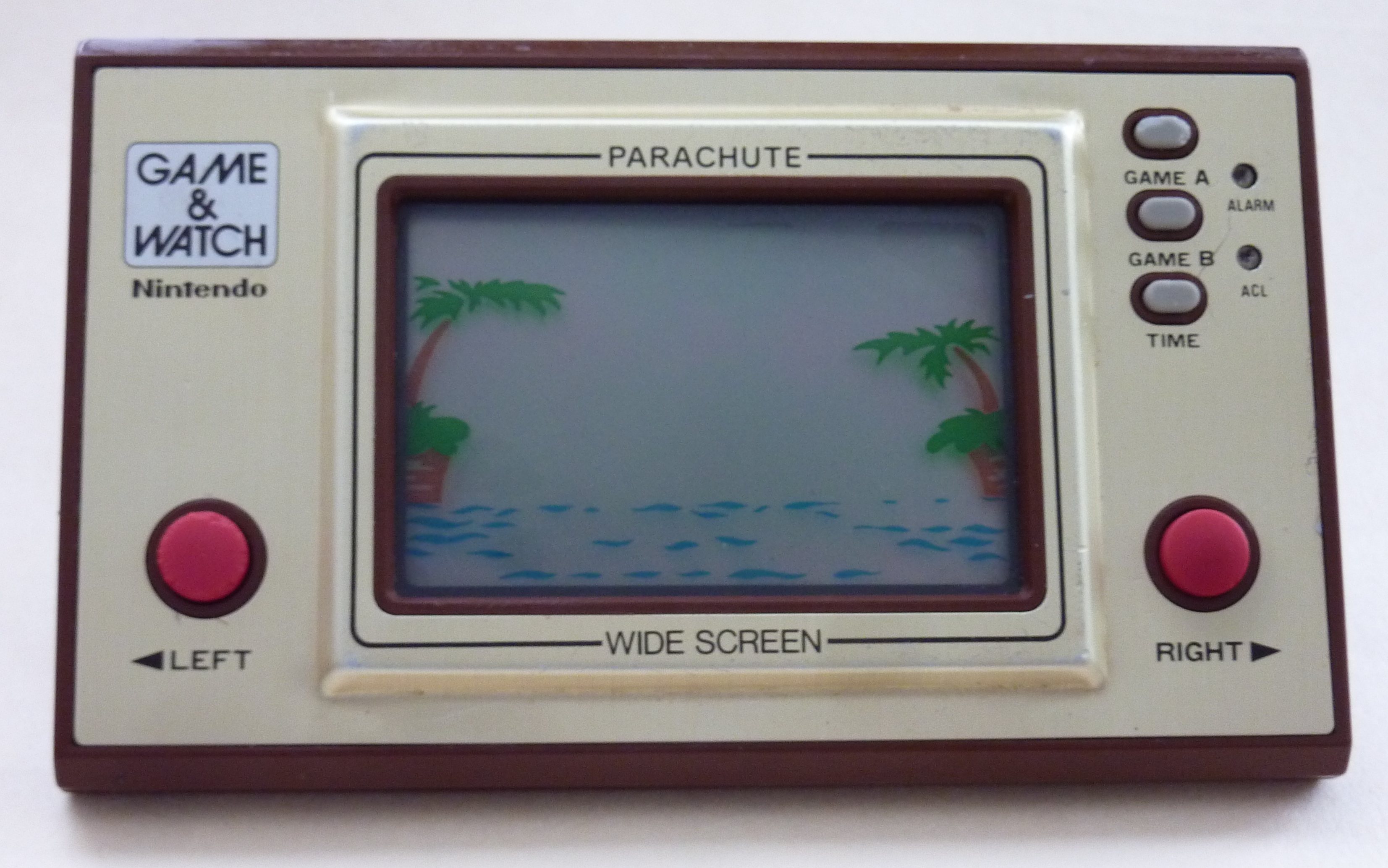
Parachute (1981), primer juego de la serie Wide Screen.

La pantalla de estos juegos es más grande que las de la serie anterior, es por eso que se llaman Wide Screen (Pantalla ancha). Excepto el juego Egg, los demás son más comunes.
- Parachute (PR-21, 19 de junio de 1981)
- Octopus (OC-22, 16 de julio de 1981)
- Popeye (PP-23, 5 de agosto de 1981)
- Chef (FP-24, 8 de septiembre de 1981)
- Mickey Mouse (MC-25, 9 de octubre de 1981)
- Egg (EG-26, 9 de octubre de 1981)
- Fire (FR-27, 4 de diciembre de 1981)
- Turtle Bridge (TL-28, 1 de febrero de 1982)
- Fire Attack (ID-29, 26 de marzo de 1982)
- Snoopy Tennis (SP-30, 28 de abril de 1982)

### Multi Screen

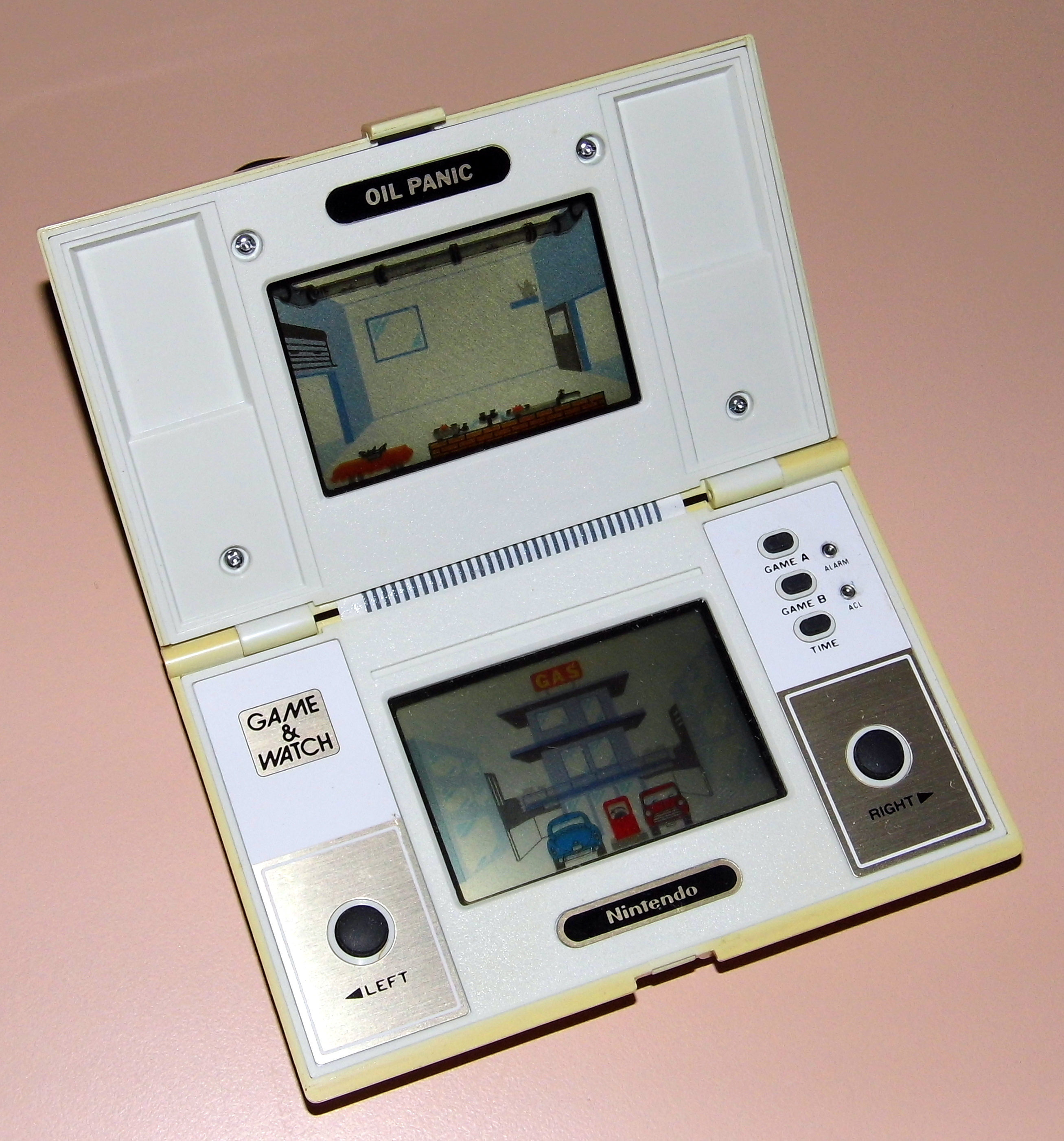
Game & Watch Oil Panic (1982). Primera de la serie Multi Screen.

Esta serie es una de las más famosas. Lo especial de estos juegos es que tienen dos pantallas. A excepción de tres juegos (Squish, Bombsweeper y Safebuster), el juego va de una pantalla a otra. Las pantallas se pueden abrir verticalmente de abajo hacia arriba.
- Oil Panic (OP-51, 1982)
- Donkey Kong (DK-52, 1982)
- Mickey & Donald (1982)
- Greenhouse (GH-54, 1982)
- Donkey Kong II (JR-55, 1983)
- Pinball (PB-59, 5 de diciembre de 1983)
- Black Jack (BJ-60, 1985)
- Squish (MH-61, abril de 1986)
- Bombsweeper (BD-62, junio de 1987)
- Safebuster (JB-63)
- Gold Cliff (MV-64, octubre de 1988)
- Zelda (ZL-65, octubre de 1989)

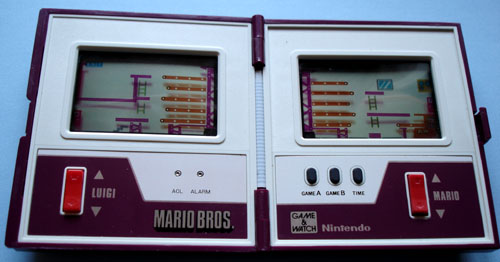
Game & Watch Mario Bros. Primera Multi Screen versión horizontal (1984).

Tres juegos de la serie se abren horizontalmente, al estilo de un libro japonés (de derecha a izquierda). En estos tres juegos, la acción de estos se muestran en ambas pantallas al mismo tiempo.
- Mario Bros. (MW-56, 1983)[nota 1]
- Rain Shower (LP-57, agosto de 1983)
- Life Boat (TC-58, 1983)

### New Wide Screen

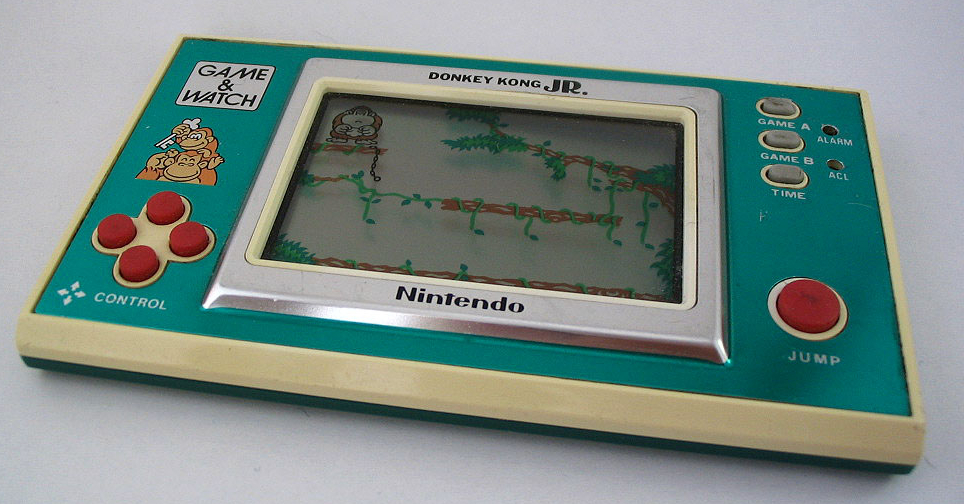
Primer juego de la serie New Wide Screen, Donkey Kong Jr. (1982).

Versión mejorada de la serie Wide Screen. Algunos de estos juegos son aún más difíciles de encontrar que otros. En general los últimos tres títulos: Mario The Juggler, Climber y Balloon Fight.
- Donkey Kong Jr. (DJ-101, 26 de octubre de 1982)
- Mario's Cement Factory (ML-102, 16 de junio de 1983)
- Manhole (NH-103, 24 de agosto de 1983)
- Tropical Fish (TF-104, julio de 1985)
- Super Mario Bros. (YM-105, marzo de 1988)
- Climber (DR-106, marzo de 1988)
- Balloon Fight (BF-107, marzo de 1988)
- Mario the Juggler (MJ-108, octubre de 1991)

### Tabletop

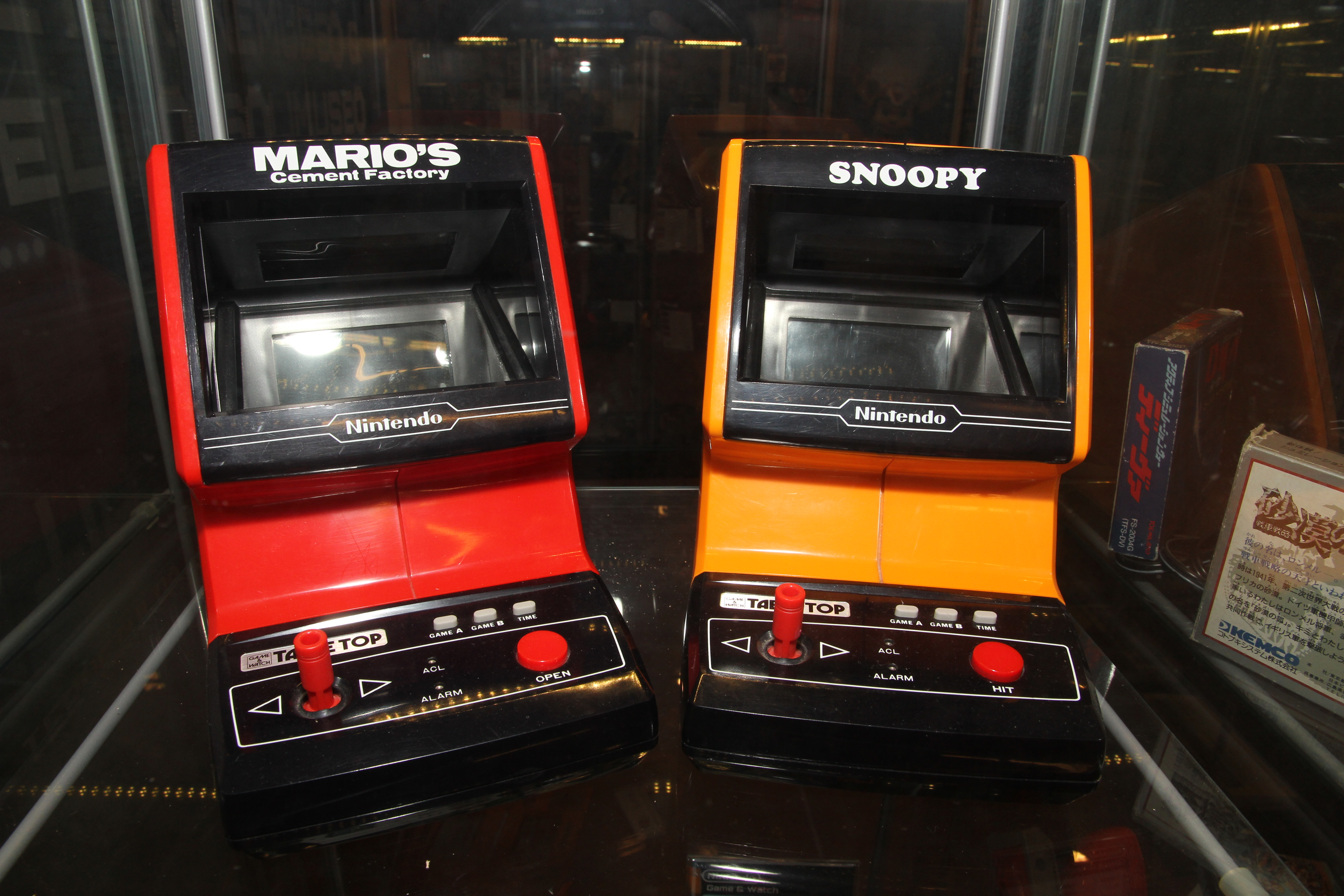
Juegos Mario's cement factory y Snoopy de la serie Tabletop.

El nombre Table Top se debe a que se coloca en una superficie para jugar, en vez de sostenerse en las manos. El diseño de estos juegos (que son los juegos más grandes de Game & Watch) recuerda a las máquinas recreativas. Lo nuevo en esta serie es la pantalla, que tiene color y pasa luz por detrás para poder jugar.
- Donkey Kong Jr. (CJ-71, 28 de abril de 1983)
- Mario's Cement Factory (CM-72, 28 de abril de 1983)
- Snoopy (SM-73, 5 de junio de 1983)
- Popeye (PG-74, agosto de 1983)

### Panorama

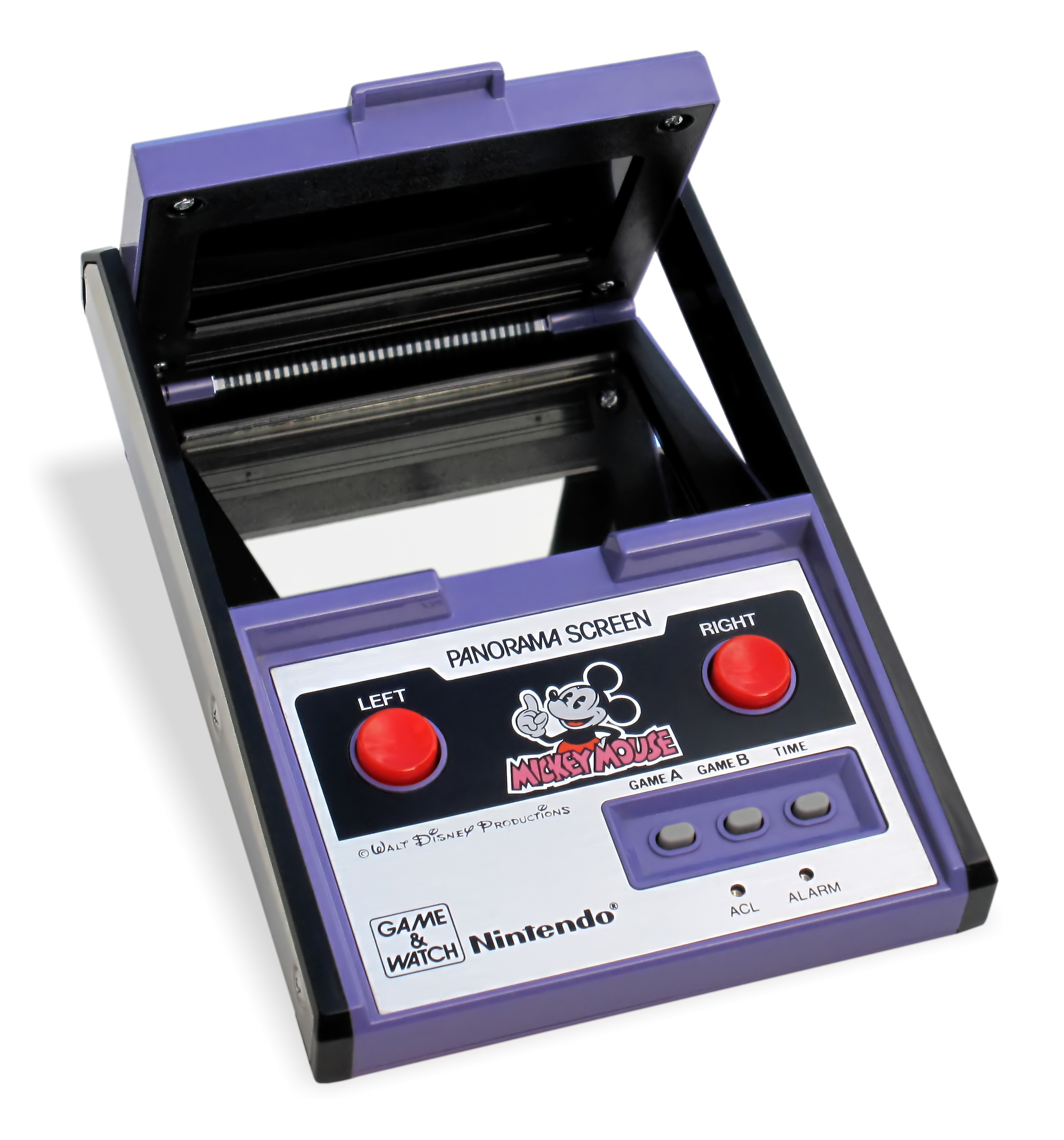
Mickey Mouse, serie Panorama.

Al igual que los juegos de la serie Table Top, estos juegos tienen una pantalla a color con luz también. Lo especial en estos juegos es que se abren para jugar y tienen un espejo en el interior donde se refleja el juego.
- Snoopy (SM-91, 30 de agosto de 1983)
- Popeye (PG-92, 30 de agosto de 1983)
- Donkey Kong Jr. (CJ-93, 7 de octubre de 1983)
- Mario's Bombs Away (PB-94, 10 de noviembre de 1983)
- Mickey Mouse (DC-95, febrero de 1984)
- Donkey Kong Circus (MK-96, septiembre de 1984)

### SuperColor

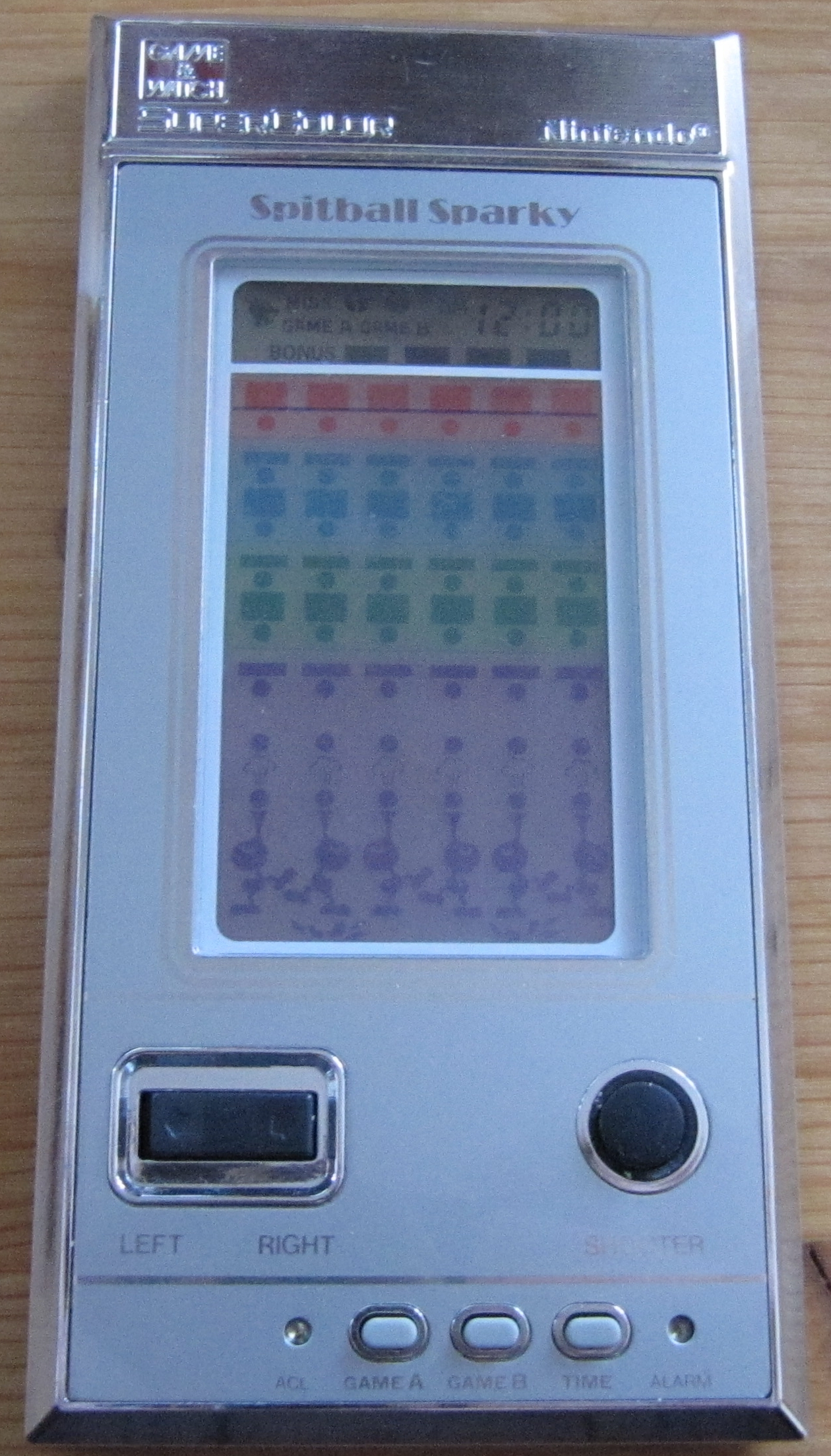
Game & Watch SpitballSparky (1983), primero de la serie Super Color.

Estos juegos tienen una pantalla con colores y una carcasa plateada. El juego Spitball Sparky existe también con una carcasa blanca. Se desconoce el porqué, cuántos de ellos existen y si las hay en algún juego de Crabgrab. Los dos juegos de la serie tienen una forma vertical alargada. La jugabilidad va principalmente de abajo hacia arriba.
- Spitball Sparky (BU-201, 7 de febrero de 1984)
- Crab Grab (UD-202, 21 de febrero de 1984)

### Micro VS.

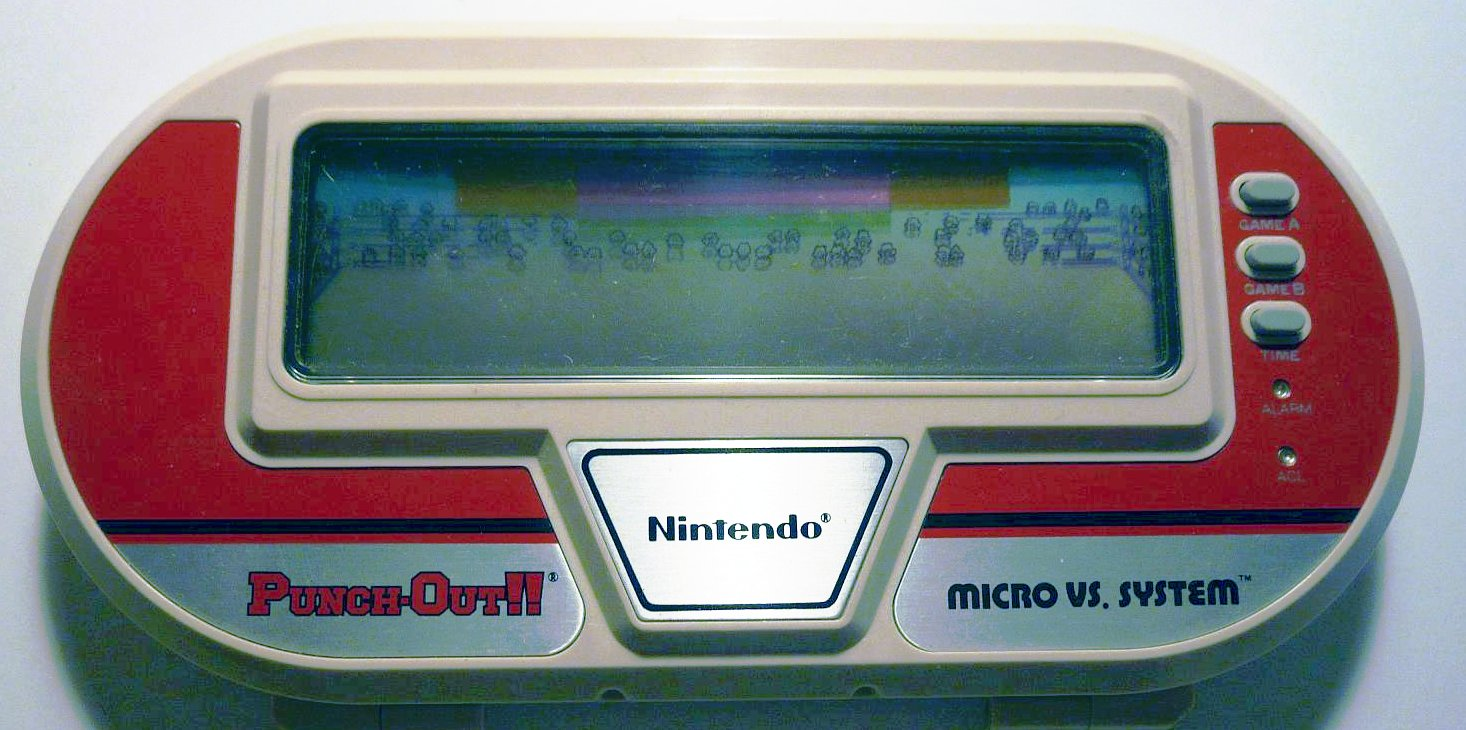
Punch Out Game & Watch (1984), primera de la serie Micro VS.

La pantalla era alargada horizontalmente y lo novedoso de estos juegos tienen dos "joy pads" que se guardaban en su interior. Con estos, un jugador puede jugar contra la computadora o dos jugadores pueden jugar uno contra el otro.
- Boxing/Punch Out!!! (BX-301, 31 de julio de 1984)
- Donkey Kong 3 (AK-302, 20 de agosto de 1984)
- Donkey Kong Hockey (HK-303, 13 de noviembre de 1984)

### Crystal Screen

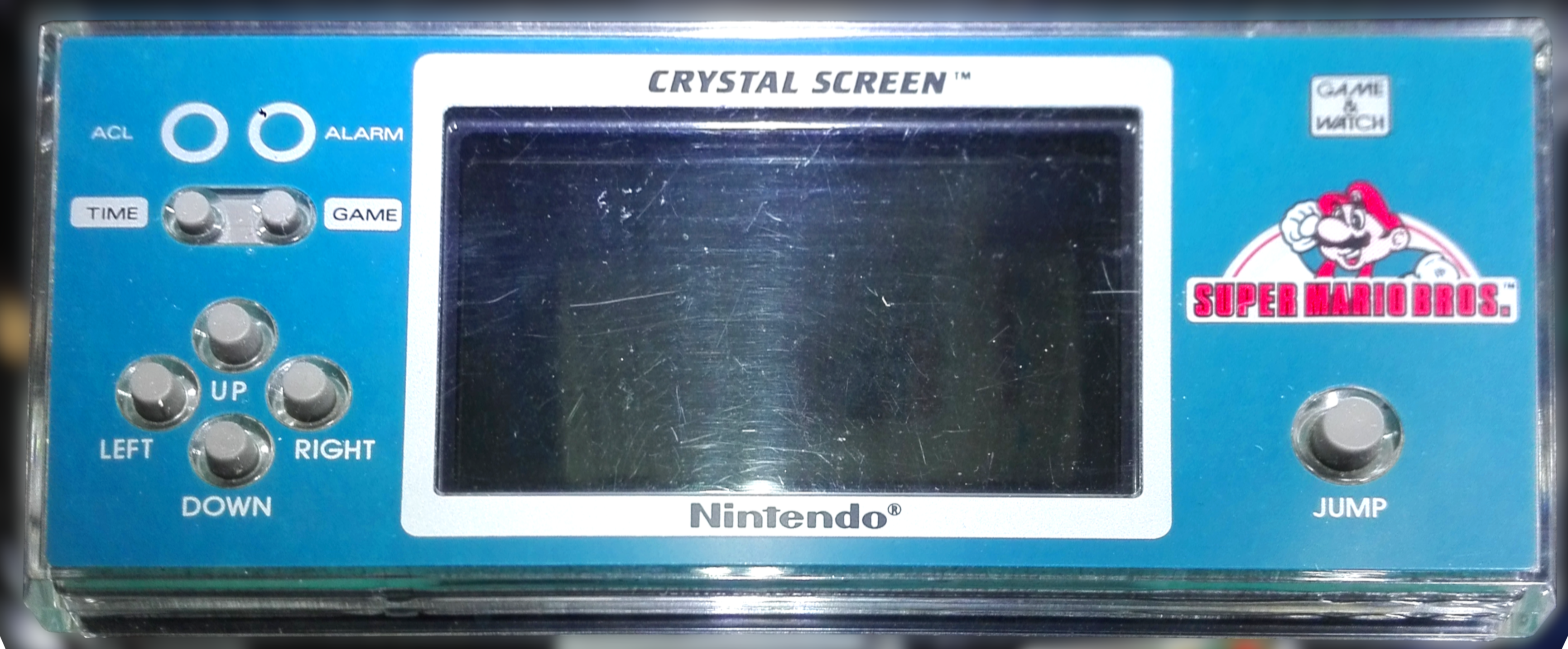
Super Mario Bros. versión Crystal Screen (1986).

La pantalla de esta serie es transparente y muy fina, siendo posible mirar a través de la pantalla y cambiar el fondo. Estos juegos son muy difíciles de encontrar y los precios son muy altos.
- Super Mario Bros. (YM-801, junio de 1986)
- Climber (DR-802, julio de 1986)
- Balloon Fight (BF-803, noviembre de 1986)

### Colour Screen
- Game & Watch Super Mario Bros. (U0026, 13 de noviembre de 2020, 35.º aniversario de Super Mario Bros. y 40.º aniversario de la Game & Watch)

En septiembre de 2020, Nintendo Direct anunció la Game & Watch: Super Mario Bros. en homenaje al 35.º aniversario de Super Mario Bros. y 40.º aniversario de la Game & Watch, que se lanzó a nivel mundial el 13 de noviembre del mismo año. Se trata de una consola portátil con el modelo de una Game & Watch con el que se puede jugar los videojuegos Super Mario Bros. y Super Mario Bros.: The Lost Levels, además contar con reloj y de una versión de Ball de Game & Watch protagonizada de Mario.
- Game & Watch: The Legend of Zelda (12 de noviembre de 2021, 35.º aniversario de The Legend of Zelda)

El 15 de junio de 2021, Nintendo reveló la Game & Watch similar, Game & Watch: The Legend of Zelda, que se lanzaría en homenaje al 35.º aniversario de la franquicia. El sistema contiene cuatro juegos; The Legend of Zelda, Zelda II: The Adventure of Link, The Legend of Zelda: Link's Awakening y una variante de Vermin con Link reemplazando la cabeza del personaje original. Fue lanzado el 12 de noviembre de 2021.

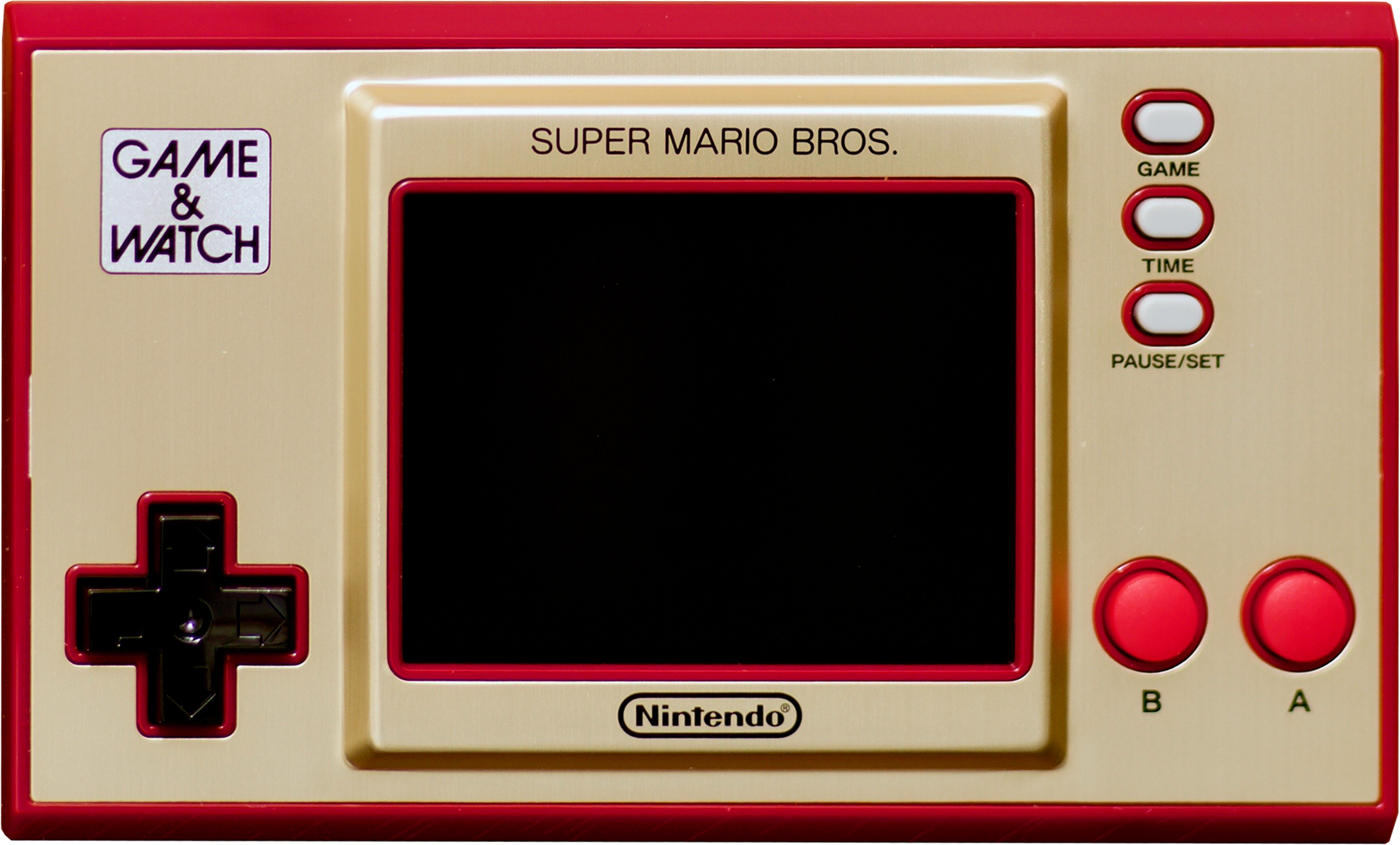
Game & Watch: Super Mario Bros.
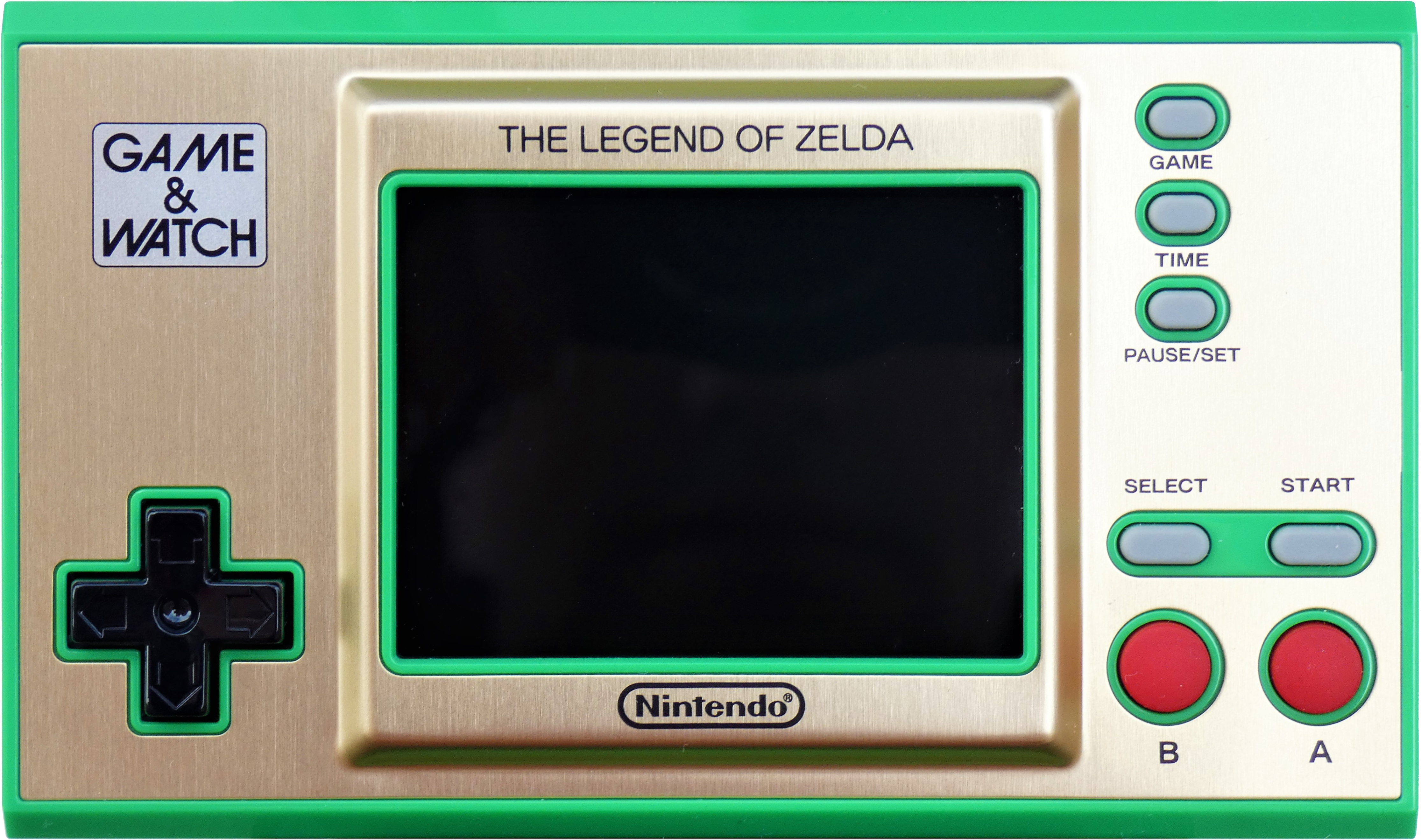
Game & Watch: The Legend of Zelda

### Ediciones especiales
- Super Mario Bros. (YM-901, agosto de 1987)

Este Super Mario Bros. es el más raro de las 3 versiones. Esta versión amarilla de Super Mario Bros Game & Watch fue uno de los premio los jugadores que ganaron el Torneo F-1 Grand Prix en Japón. Solo se hicieron 10,000. Estos premios se venden por alrededor de $ 350-700 en Japón dependiendo de las condiciones y cuán completos estén.
- Ball (RGW-001, 2009 en Japón y 2011 en América, 30th Anniversary) (Club Nintendo)

En noviembre de 2009, Nintendo Japón anunció que los miembros del ya cerrado Club Nintendo, que podrían recibir una réplica del G&W Ball como premio. La unidad se veía casi idéntica a la original, aunque presenta el logo del Club Nintendo y cuenta con un interruptor para cambiar el volumen. En España, el Game & Watch estaba disponible en el Catálogo de Estrellas a cambio de 7,500 Estrellas.

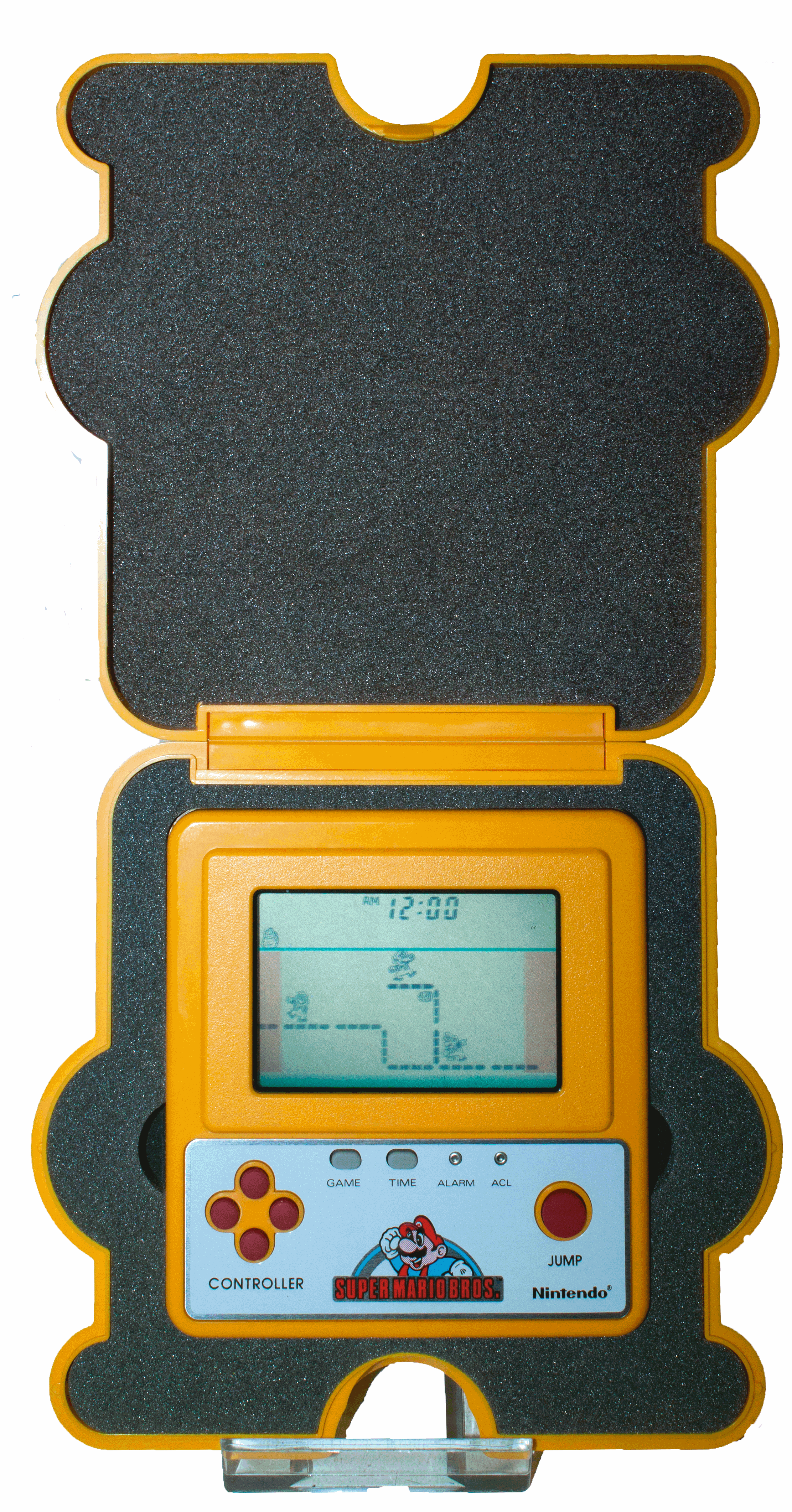
Super Mario Bros. YM-901-S, edición especial para torneo F-1 Grand Prix (1987).

## Legado y secuelas

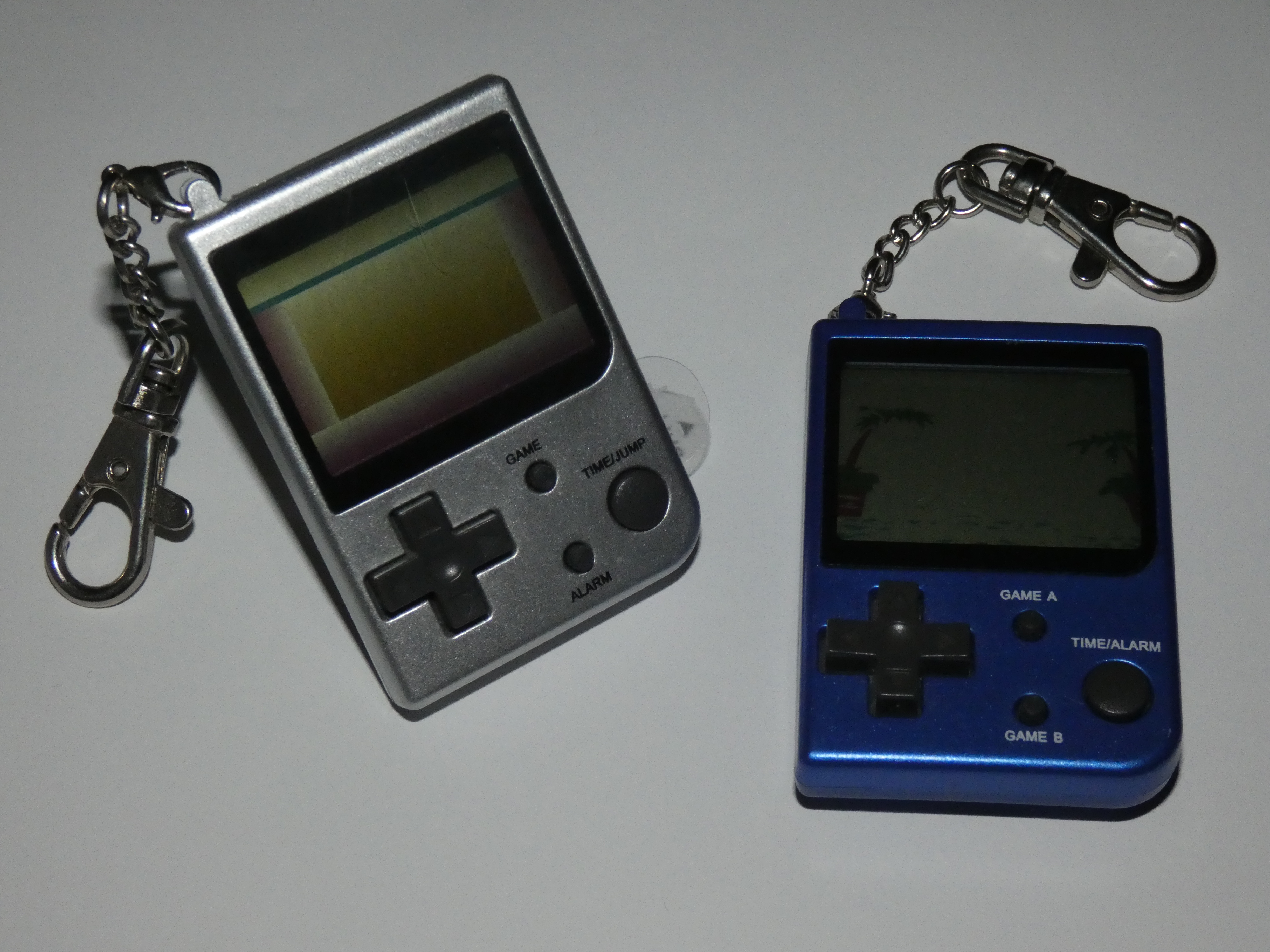
Nintendo Mini Classics.

La empresa Nelsonic Industries, creó juegos en relojes calculadora llamado Game Watch, similares a los de Game & Watch. Obtuvo licencias de varias compañías de videojuegos de renombre como Sega y Nintendo. En estas maquinitas, el personaje de Luigi hizo su primer debut como protagonista (Luigi's Hammer Toss).

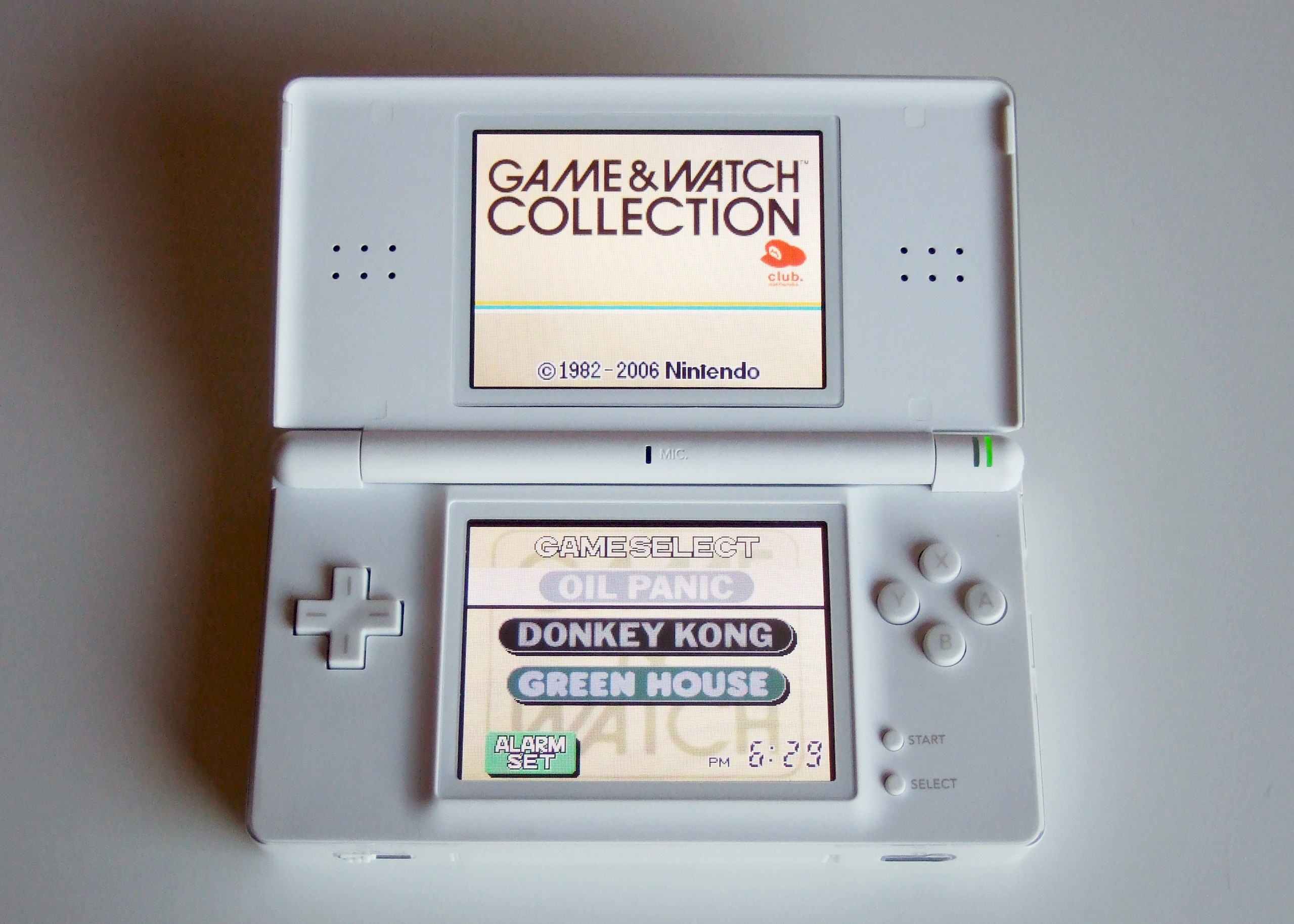
Game & Watch Collection.

Los títulos de Game & Watch se han remasterizado en varias versiones en juegos de Game Boy, Game Boy Color y Game Boy Advance llamados Game & Watch Gallery, protagonizado por Mr. Game & Watch y los personajes de Super Mario Bros. En la Game Boy Camera, los jugadores pueden tomar una foto de sí mismos y jugar con ellos mismos a Ball, una versión recreada de la versión de Game & Watch. También en el año de 2003, se lanzaron varios juegos de Game & Watch en cartas e-reader para Game Boy Advance.
En 2006 se regalaba en el Club Nintendo canjeándolo por 500 puntos en Japón (lo que en España es el catálogo de estrellas) la Game & Watch Collection para Nintendo DS, con tres juegos: Oil Panic, Donkey Kong y Green House; el juego era de carácter exclusivo. Dos años después se lanzó Game & Watch Collection 2 con tres juegos: Parachute, Octopus y una mezcla original de los dos. En 2010 se ha reeditado el título Ball, distribuido a través del Club Nintendo.
Algunos títulos Game & Watch se pueden descargar en la Tienda Nintendo DSi (DSiWare), además de estar la serie de Game & Watch Gallery de Game Boy en la consola virtual de la Nintendo eShop. También en el juego Cocina Conmigo para Nintendo DS se puede jugar al juego Chef cuando se coloca un temporizador.
En la serie de videojuegos WarioWare aparecen recurrentemente cortos minijuegos de esta consola, especialmente con los personajes 18-Volt y 9-Volt. Game & Wario para Wii U hace referencia en gran medida a la línea Game & Watch en el logotipo, e incluye la posibilidad de jugar una versión virtual de Game & Watch.
Además, se venden merchandising de los juegos de Game & Watch, como figuras, camisetas y versiones de llavero, por ejemplo la Nintendo Mini Classics.
En un tráiler de Kingdom Hearts III, se muestra a Sora jugando a una maquinita con una estética similar a las G & W. Posiblemente un pequeño homenaje a las maquinitas que hizo Nintendo para Disney (Mickey Mouse y Mickey & Donald).
El informático Thomas Tilley construyó la Game & Watch (con el juego Octopus) más grande del mundo por el récord Guiness, con 1.1 m de alto y 1.9 m de largo.

## Clones de Game & Watch
Durante los años 80, las Game & Watch tuvieron tanto éxito que compañías como Gakken, Konami, RadioShack, Coleco y Namco produjeron videojuegos LCD. La juguetera japonesa Bandai Electronics también lanzó muchos juegos en los Estados Unidos y al mercado extranjero. Bandai tenía dos etiquetas diferentes en sus juegos a veces: LSI (se refiere al microchip de la CPU) y FL (indica el uso de una pantalla VFD). Bandai incorporó paneles solares en sus juegos (Bandai LCD Solarpower). La empresa Epoch se lanzó a los juegos LCD otorgando licencias a varias compañías diferentes como Grandstand, Tandy (Radio Shack) y probablemente otras. Entre sus juegos más populares están Epoch Game Pocket Computer y Epoch Man (clon de Pac-man). La empresa de tecnología líder en calculadoras de la época, logró realizar varios juegos LCD, algunos incluidos en sus relojes digitales (Game Watch) o calculadoras. Otra compañía japonesa Masudaya fabricó una serie de juegos portátiles LCD llamada Play & Time.
En la Unión Soviética también se produjeron juegos clones rusos de Game & Watch. Se cree que debido a los problemas de la Guerra Fría, la importación de Game & Watch se prohibió en Rusia, lo que dejó a varias compañías rusas intentando sacar provecho produciendo sus propias consolas clónicas. Hay bastantes variaciones especialmente de los juegos de Game & Watch Mickey Mouse y Egg, debido a que solo las pequeñas empresas producían juegos, y no podían permitirse producir muchas placas de circuitos con una lógica de juego distinta, por lo que la mayoría producía solo una, por lo que solo requería un cambio de la pantalla entre los modelos para cambiar de juego. Algunas pantallas también se lanzaron como un complemento, y el usuario podría cambiar la pantalla para jugar un nuevo juego.
Hubo también algunos juegos producidos originales que no eran clones de Game & Watch. Pocos de los clones rusos tienen la pantalla exacta de sus Game & Watch (Egg, Octopus, Chef y Mickey Mouse). Otros tienen un guion diferente pero un sistema de juego similar. Se han encontrado 9 logotipos diferentes de compañías o modelos rusos. Angstrem fue la mayor empresa en manufacturar juegos en Rusia, aunque fabricaban principalmente con calculadoras durante los años 70 y 80. De la misma forma, sus calculadoras también eran clones de Casio, particularmente el PB-100. Algunos juegos se vendieron también bajo la marca Elektronika.
Tiger Electronic, que gracias a varias licencias de videojuegos, películas y series de televisión, logró dominar el mercado de los juegos LCD, incluso durante los años 90 con la Game Boy y Game Gear en venta.

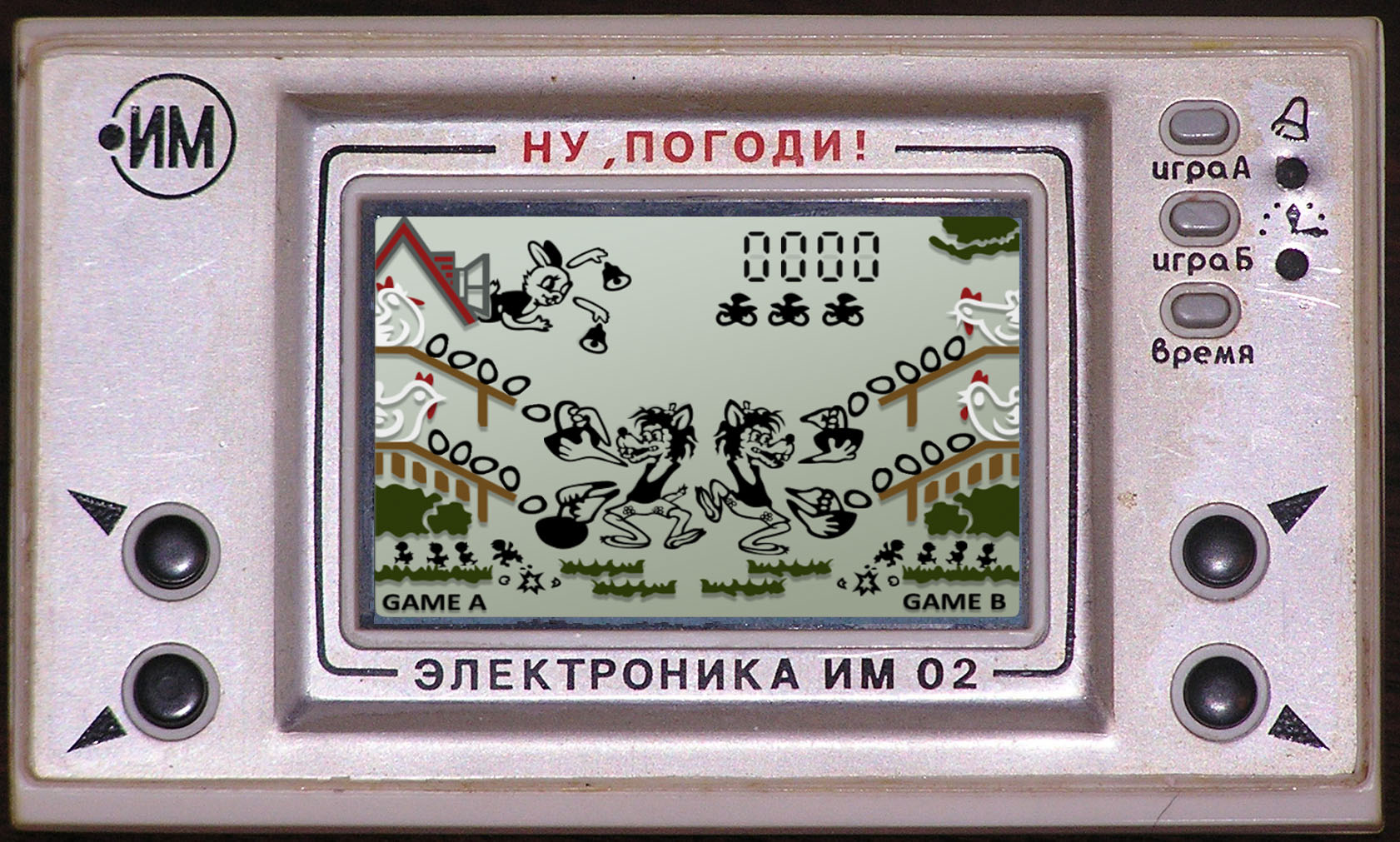
Clon ruso de Egg, Nu, pogodi! Electronika IM-02 (1984). El precio de venta fue de 25 rublos.
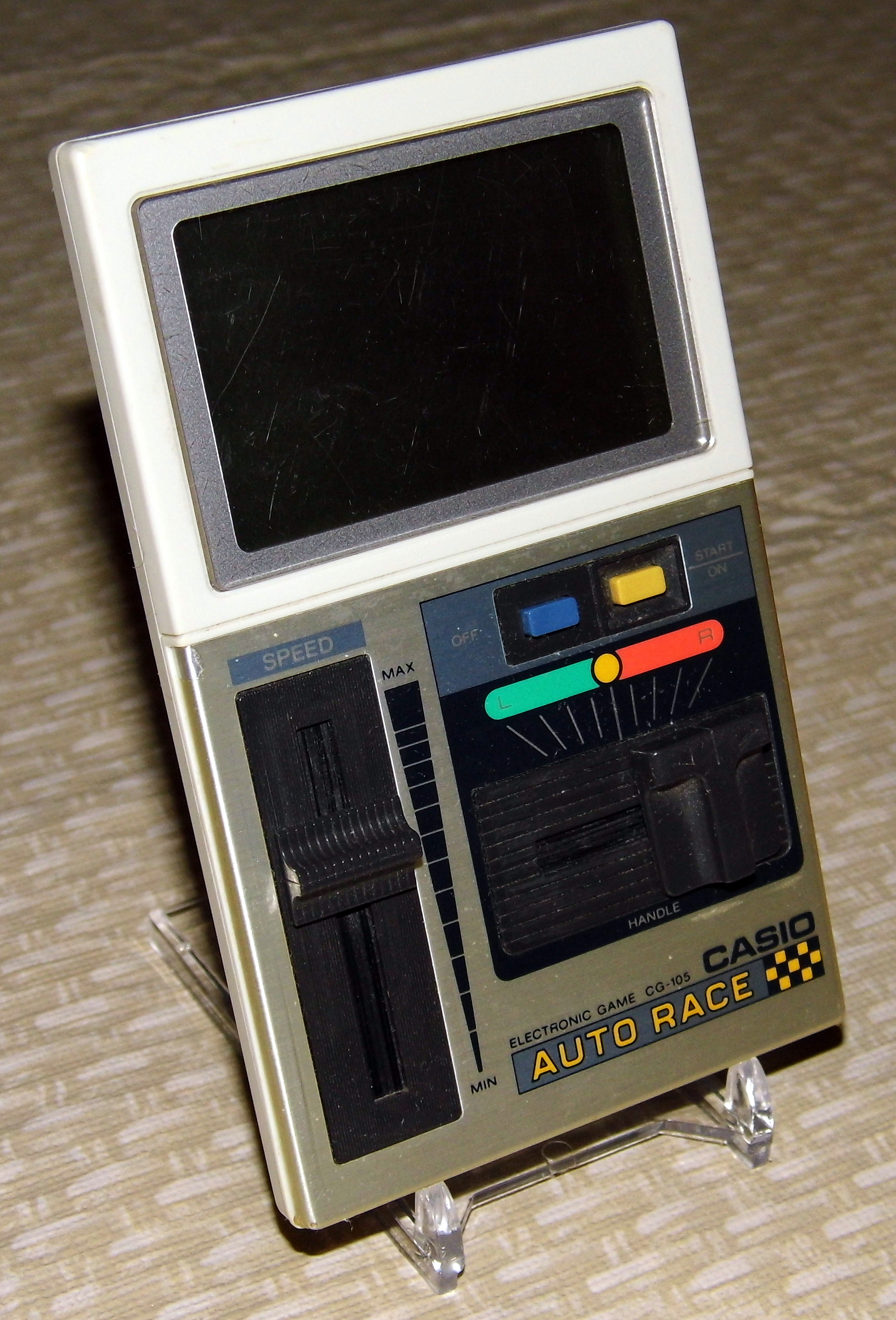
Casio - Auto Race
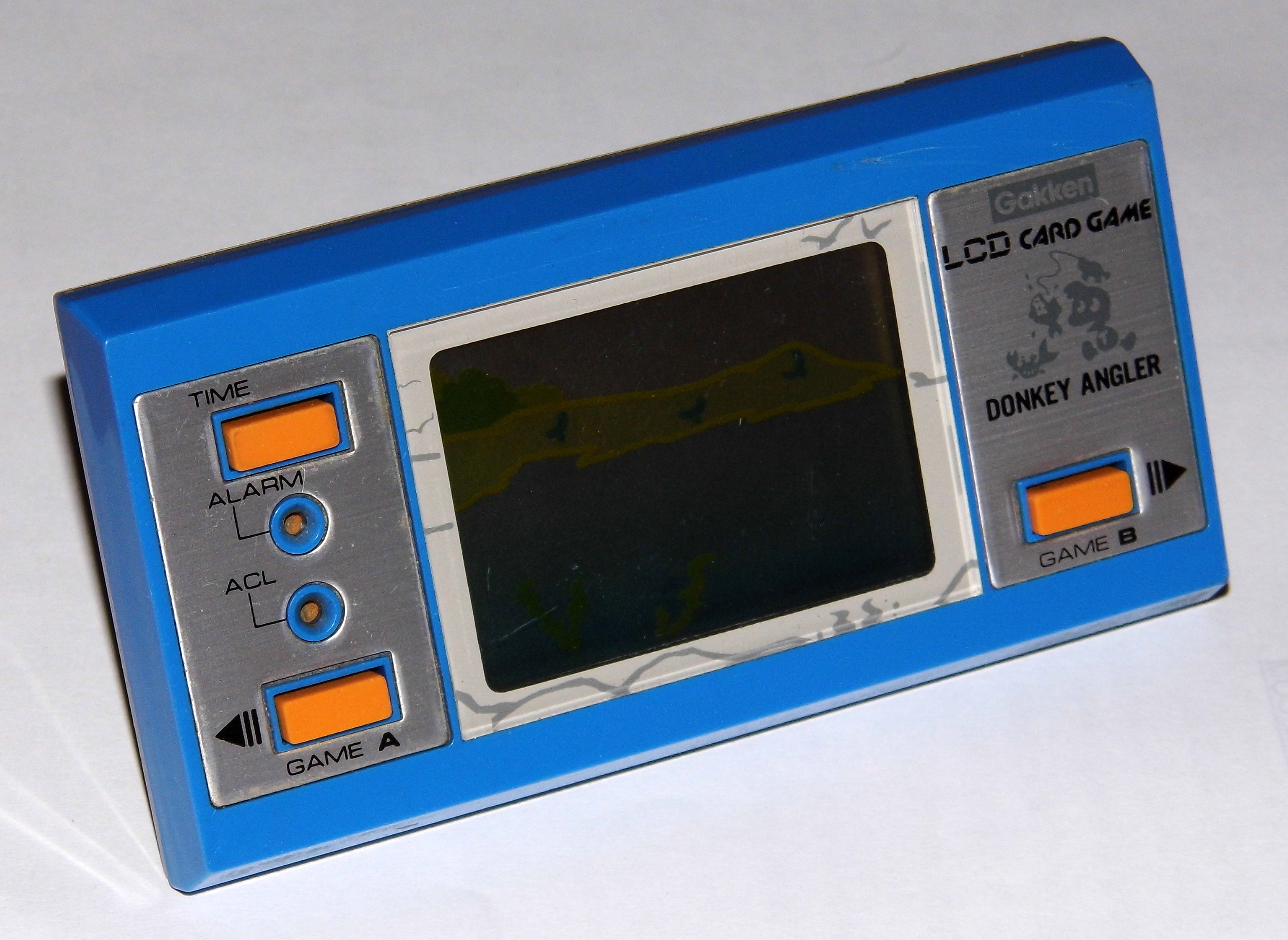
Gakken - LCD Card Game Donkey Angler
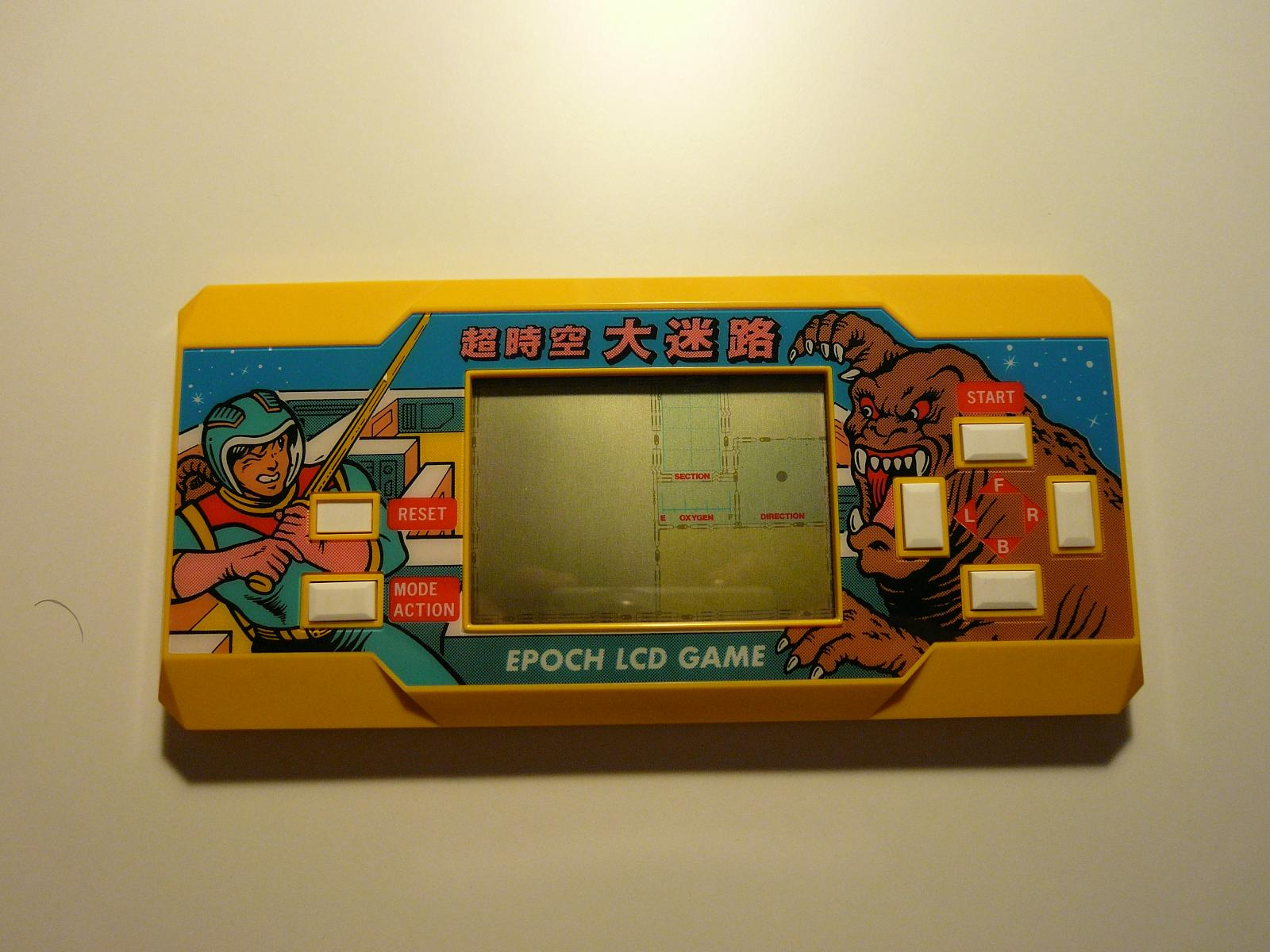
Epoch LCD Game
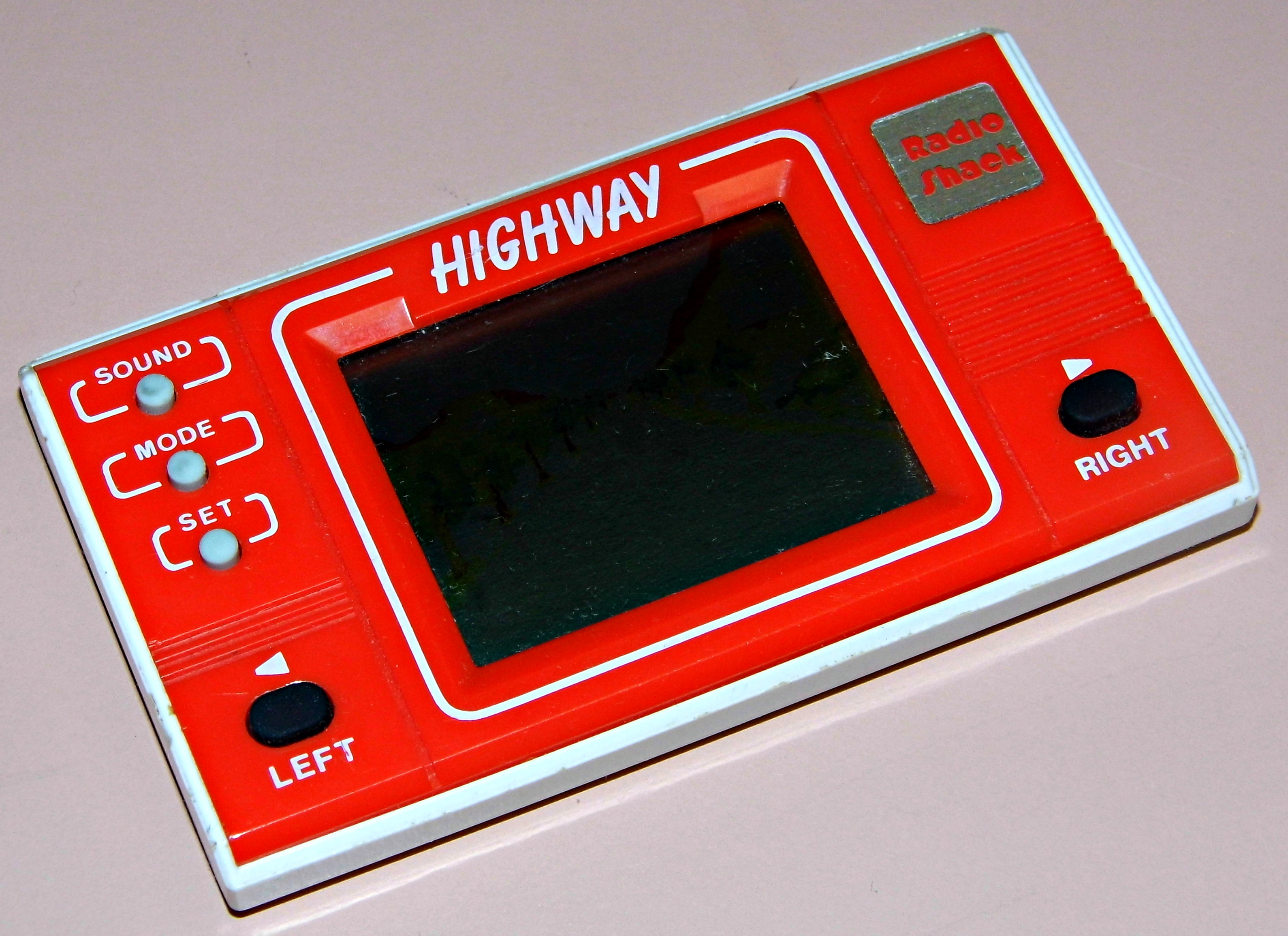
Radio Shack - Highway
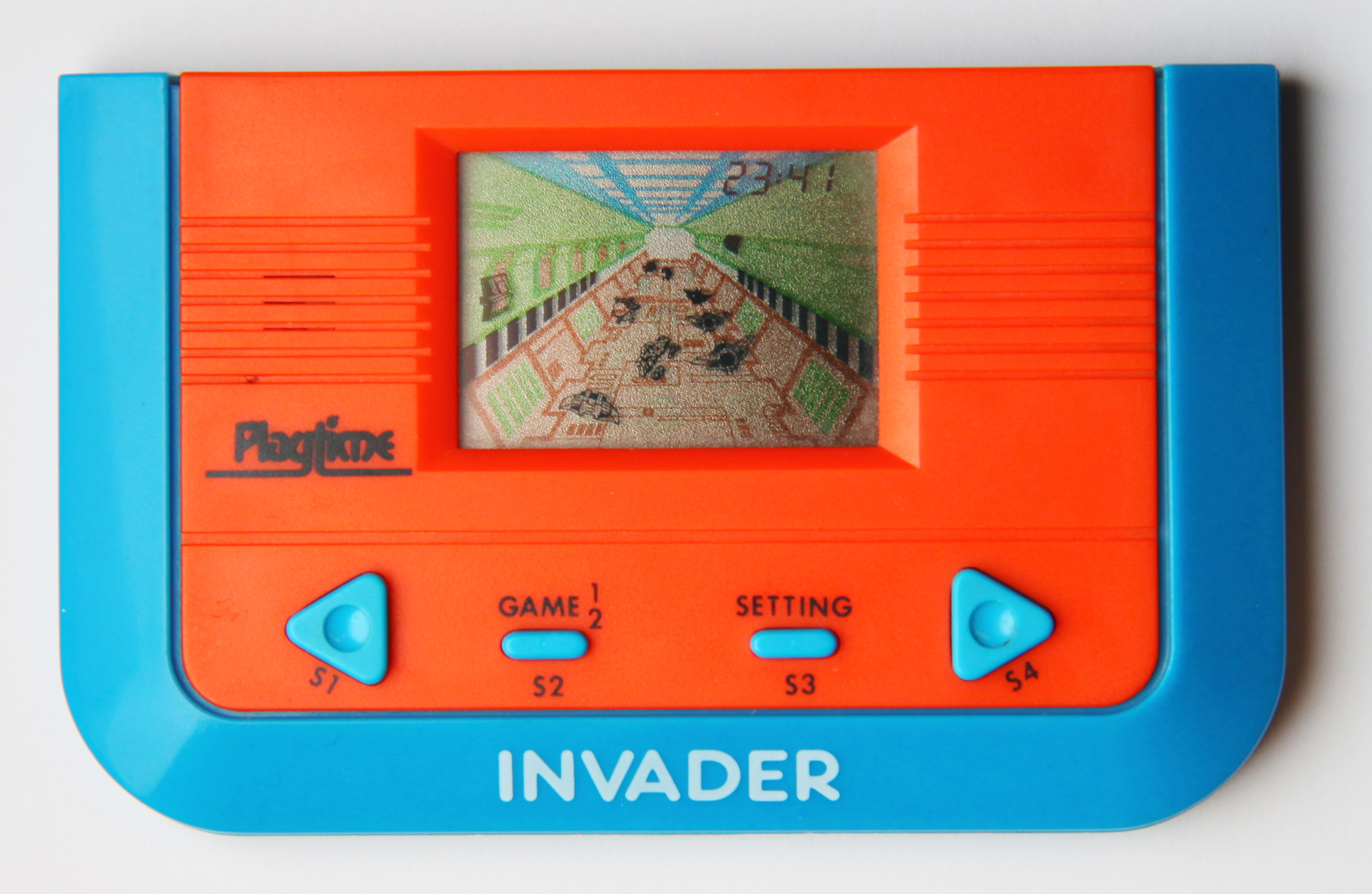
Playtime - Invader
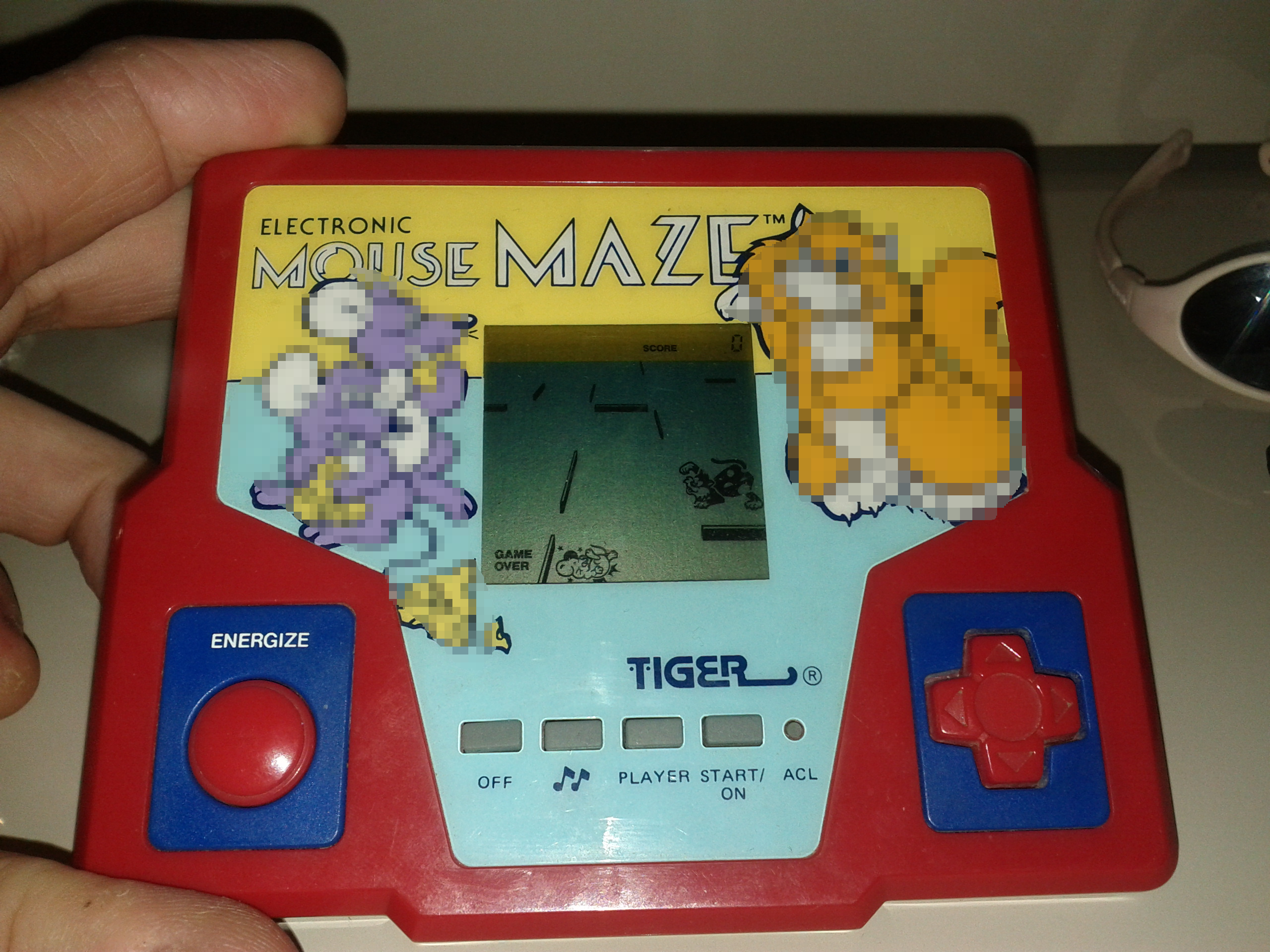
Tiger Electronics - Mouse maze
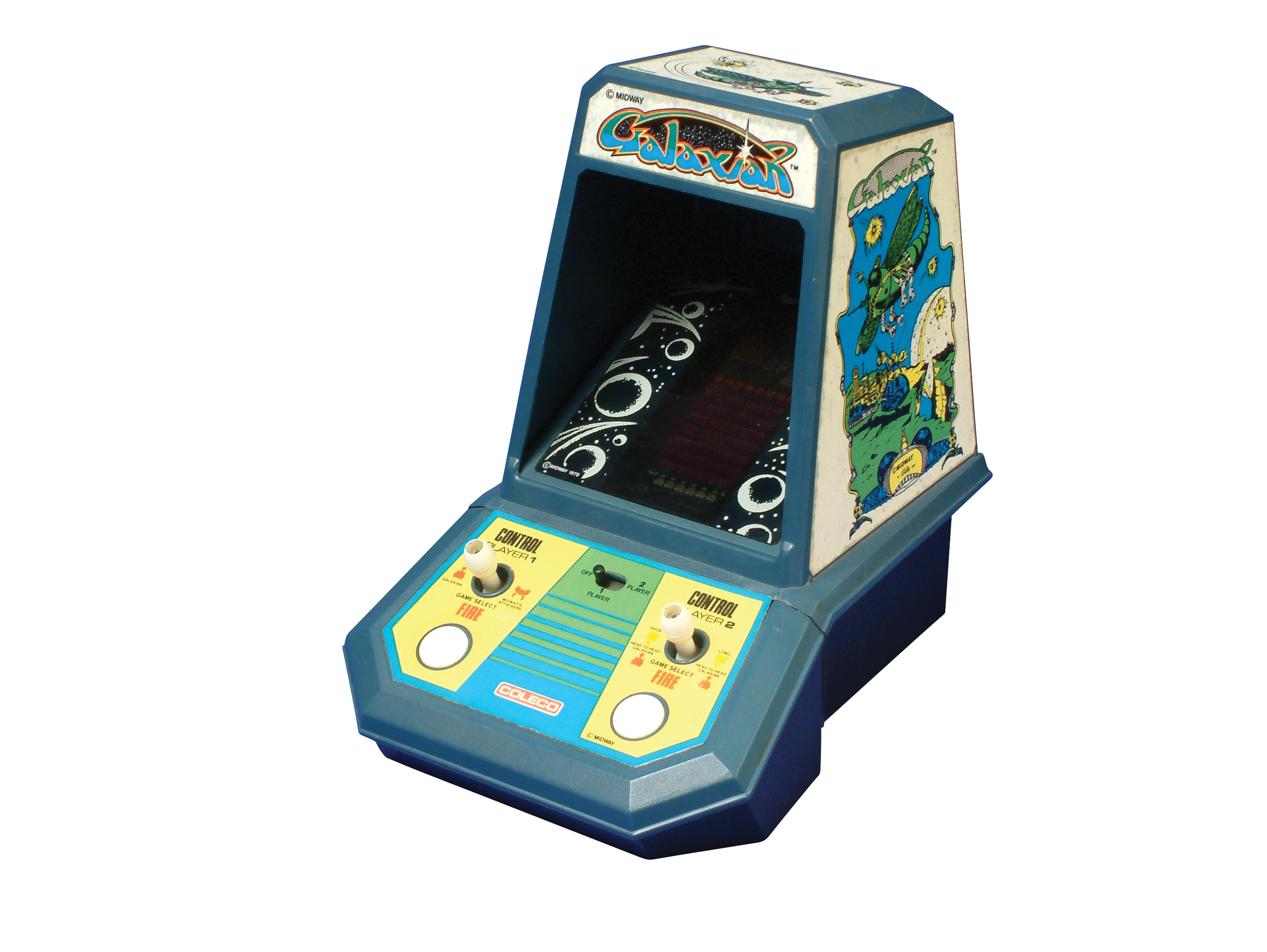
Coleco - Galaxian

## Mr. Game & Watch
Es el protagonista de las series Game & Watch, haciendo su primera aparición en ellas el 28 de abril de 1980. Este personaje fue originalmente llamado Hideo hasta el 2001, cuando en el videojuego Super Smash Bros. Melee de GameCube y "Super Smash Bros. Brawl" de Wii fue nombrado como "Mr. Game and Watch" (por las portátiles Game & Watch de donde él proviene); también suele llamársele por su nombre abreviado "Mr. G&W".
Su apariencia es la de una silueta humana con atributos desproporcionados, el vive en un mundo totalmente plano, su movimiento es "cuadro por cuadro" y en Super Smash Bros. Melee su voz está formada a partir de los sonidos (beeps) que hacían los Game & Watch portátiles de donde provenía.
Mr. Game & Watch hace una aparición especial en el juego Super Smash Bros. Melee para Gamecube donde es un personaje oculto ( es el último que se desbloquea ). En el juego el aparece por defecto de color negro, pero sus trajes alternos consisten en aparecer de color verde, rojo y azul. También vuelve en Super Smash Bros. Brawl como personaje oculto.
En este juego, Mr. Game & Watch tiene también un stage propio, llamado "Flat Zone 2", ubicado en "Superflat World" (el cual en realidad es una consola Game & Watch). En este escenario aparecen diversos obstáculos y plataformas pertenecientes a diversos juegos también relacionados con las unidades Game & Watch.
También ha hecho apariciones en otros juegos como WarioWare, Inc. para Game Boy Advance y en los Game & Watch Gallery o Collection para las consolas portátiles.
Otra aparición que tal vez no sea muy llamativa, es en el juego Donkey Kong: Country Returns, ya que en un nivel de la fábrica, se le puede observar al fondo martillando una tubería. En Nintendo Land, se encuentra el minijuego Octopus Dance, basado en el minijuego Octopus, donde Mr. Game & Watch sale bailando.
Aparece en Game & Wario haciendo malabarismos en el Baloon Figther (Parodia del Game & Watch Ball). Para el Super Smash Bros. de Nintendo 3DS y Wii U se hizo una figurita Amiibo para este personaje en (2015). También se encuentra como personaje desbloqueable en Super Smash Bros. Ultimate.

### Juegos en línea
- Pica Pic | retro handheld games collection (colección digital de Game & Watch y otras maquinitas).
- Internet Archive pone en línea emuladores juegos LCD portátiles (Handheld History)

- Datos: Q215034
- Multimedia: Game & Watch / Q215034